# Casa Vives (Begur)
Casa Vives és un habitatge al municipi de Begur (Baix Empordà) inclòs a l'Inventari del Patrimoni Arquitectònic de Catalunya.
El projectes és del 1977 i l'execució del 1979. És una casa situada en immillorable posició amb vistes al mar. El terreny baixa en lleugera pendent que la cas aprofita per a situar-hi l'estar d'estiu i l'estudi en una ala allargassada que surt de la planta rectangular en "L" i es tanca al jardí interior, essent la façana principal i la lateral esquerra les més tancades i massisses. La casa s'obrirà pel tester del cos allargassat i vers el mar, pel lateral dret, del cos d'entrada, i tota la llarguissament al jardí (vidre i porxo a doble alçada que s'uneix al tester amb vistes al mar). Aquest cos és un llarg passadís que guanya el desnivell i que es transforma en un estudi en planta a nivell de la casa i que dona a l'estar, i amb l'estar en planta a jardí. Aquest cos es transforma en terrassa-mirador de la planta de cambres de la casa i que es prolonga en un balcó-porxo que recull les obertures de les cambres. Així doncs, la casa és de dues plantes (A la planta baixa hi ha el menjador-estar d'hivern i la cuina, a més de l'entrada que és a l'esquerra de la façana i que coincideix amb el llarg passadís).
Al costat de l'entrada hi ha l'escala vertical a cambres. A la façana del carrer només hi ha l'obertura de la porta que connecta amb los de la planta cambra i del cos de la terrassa les petites obertures que il·luminen el passadís d'accés a cambres, la gelosia del pati interior de serveis. Tot l'edifici està recobert amb lloses de travertí de Banyoles. El terreny està dividit en dues parts, on en la part més propera al mar (Camí de Ronda) hi ha la piscina.